# Juho Halme
Johan Waldemar "Juho" Halme, ursprungligen Eliasson, född 24 maj 1888 i Helsingfors, Finland, död 1 februari 1918 Helsingfors, Finland, var en finländsk friidrottare och journalist. Röda gardet avrättade honom några dagar efter att Finska inbördeskriget hade börjad. 
Halme deltog i två olympiska spel. I London 1908 slutade han på sjätte plats i spjutkast och en nionde plats i spjutkast i fristil. I Stockholm 1912 slutade han fyra i spjutkast med bästa hand och nia i den sammanlagda tävlingen med båda händer. Det blev också en elfte plats i tresteg. I 1913 blev han Finlands andra spjutkastare att kasta över 60 meter, den första var Juho Saaristo. 
Halme representerade på klubbnivå Iisalmen Visa, Helsingin Reipas och Helsingin Kisa-Veikot. Han vann totalt sex finska mästerskap i tresteg, längdhopp, spjutkast och femkamp, från 1907 till 1917. 
Halme var Helsingin Kisa-Veikkojens första ordförande, 1909-1918. Han var redaktör för sporttidningen Suomen Urheilulehden från 1912-1917 och Urheilukalenterins reporter 1913-1918. 1917 skrev han boken Suomalaiset urheiluseurat
Den 1 februari 1918 avrättades Halme av Röda gardet på trappan till Nikolajkyrkan, som numera heter Helsingfors domkyrka.
Juho Halmes bror var sportjournalisten och bowlingspelaren George Halme. 